# George Sherman
Pour les articles homonymes, voir Sherman.
George Sherman (né le 14 juillet 1908 à New York et mort le 15 mars 1991 à  Los Angeles) est un réalisateur et un producteur américain. Il s'est surtout spécialisé dans les westerns.

## Filmographie

### Comme réalisateur

#### Années 1930
- 1937 : Hollywood Cowboy (co-réalisé avec Ewing Scott (en))
- 1937 : Wild Horse Rodeo (en)
- 1938 : The Purple Vigilantes (en)
- 1938 : Outlaws of Sonora (en)
- 1938 : Riders of the Black Hills (en)
- 1938 : Héros de la montagne (en) (Heroes of the Hills)
- 1938 : Pals of the Saddle
- 1938 : Guet-apens dans les airs (Overland Stage Raiders)
- 1938 : Le Vainqueur du rodéo (en) (Rhythm of the Saddle)
- 1938 : Santa Fe Stampede
- 1938 : La Ruse inutile (Red River Range)
- 1939 : Le Diable de Mexico (en) (Mexicali Rose)
- 1939 : Les Cavaliers de la nuit (The Night Riders)
- 1939 : La Lutte pour le ranch (Three Texas Steers)
- 1939 : Le Bandit du Wyoming (Wyoming Outlaw)
- 1939 : Sous le ciel du Colorado (en) (Colorado Sunset)
- 1939 : New Frontier
- 1939 : The Kansas Terrors (The Kansas Terrors)
- 1939 : Le Torrent de la mort (Rovin' Tumbleweeds)
- 1939 : La Loi des rancheros (Cowboys from Texas)
- 1939 : Sérénade à Mexico (South of the Border)

#### Années 1940
- 1940 : Ghost Valley Raiders
- 1940 : Covered Wagon Days
- 1940 : Rocky Mountain Rangers
- 1940 : One Man's Law
- 1940 : The Tulsa Kid
- 1940 : Les Gangsters du Texas (Under Texas Skies)
- 1940 : À la rescousse (The Trail Blazers)
- 1940 : Texas Terrors
- 1940 : En mauvaise passe (Lone Star Raiders)
- 1941 : Père contre fils (Wyoming Wildcat)
- 1941 : Le Cavalier fantôme (The Phantom Cowboy)
- 1941 : Two Gun Sheriff
- 1941 : Desert Bandit
- 1941 : Kansas Cyclone
- 1941 : Citadel of Crime
- 1941 : Apache Kid, le Cow-boy fantôme (The Apache Kid)
- 1941 : Death Valley Outlaws
- 1941 : La Vengeance de Cliff Dixon (A Missouri Outlaw)
- 1942 : Les Chevaliers du guet (Arizona Terrors)
- 1942 : Stagecoach Express
- 1942 : Jesse James, Jr.
- 1942 : The Cyclone Kid
- 1942 : The Sombrero Kid
- 1942 : Hyènes des bas-fonds (X Marks the Spot)
- 1942 : Meurtre à Londres (London Blackout Murders)
- 1943 : V, le Signe de la victoire (The Purple V)
- 1943 : L'Affaire Berwick (The Mantrap)
- 1943 : Quand le doute vous hante (False Faces)
- 1943 : The West Side Kid
- 1943 : A Scream in the Dark
- 1943 : Mystery Broadcast
- 1944 : La Femme et le Monstre (The Lady and the Monster)
- 1944 : Tempête sur Lisbonne (Storm Over Lisbon)
- 1945 : L'Empreinte de Dracula (The Crime Doctor's Courage)
- 1946 : Le Fils de Robin des Bois (The Bandit of Sherwood Forest)
- 1946 : The Gentleman Misbehaves
- 1946 : Talk About a Lady
- 1946 : Les Indomptés (Renegades)
- 1946 : Personality Kid
- 1946 : Le Baiser de la mort (The Secret of the Whistler)
- 1947 : Le Dernier des peaux-rouges (Last of the Redmen)
- 1948 : Du sang dans la sierra (Relentless)
- 1948 : Bandits de grands chemins (Black Bart)
- 1948 : Le Barrage de Burlington (River Lady)
- 1948 : Champion malgré lui (Feudin', Fussin' and A-Fightin)
- 1948 : Haute Pègre (Larceny)
- 1949 : Le Mustang noir (Red Canyon)
- 1949 : La Fille des prairies (Calamity Jane and Sam Bass)
- 1949 : La Bataille des sables (Sword in the Desert)
- 1949 : Nous... les hommes (Yes Sir That's My Baby)

#### Années 1950
- 1950 : Sur le territoire des Comanches (Comanche Territory)
- 1950 : Chasse aux espions (Spy Hunt)
- 1950 : Brigade secrète (The Sleeping City)
- 1951 : Tomahawk
- 1951 : Raid secret (Target Unknown)
- 1951 : La Princesse de Samarcande (The Golden Horde)
- 1951 : La Quatrième Issue (The Raging Tide)
- 1952 : Au mépris des lois (The Battle at Apache Pass)
- 1952 : Ville d'acier (Steel Town)
- 1952 : Deux Dégourdis à Tokyo (Back at the Front)
- 1952 : À l'abordage (Against All Flags)
- 1953 : Démasqué (Lone Hand)
- 1953 : Le Prince de Bagdad (The Veils of Bagdad)
- 1953 : À l'assaut du Fort Clark (War Arrow)
- 1954 : Les Rebelles (Border River)
- 1954 : Les Bolides de l'enfer (Johnny Dark)
- 1954 : Vengeance à l'aube (Dawn at Socorro)
- 1955 : Le Grand Chef (Chief Crazy Horse)
- 1955 : Le Trésor de Pancho Villa (The Treasure of Pancho Villa)
- 1955 : L'Étreinte du destin (Count Three and Pray)
- 1956 : Comanche
- 1956 : La Vengeance de l'Indien (Reprisal!)
- 1957 : Le Shérif d'El Solito (en) (The Hard Man)
- 1958 : Duel dans la Sierra (The Last of the Fast Guns)
- 1958 : Dix Jours d'angoisse (Ten Days to Tulara)
- 1958 : Robin des Bois don Juan (The Son of Robin Hood)
- 1959 : The Flying Fontaines
- 1959 : Rawhide (série télévisée)

#### Années 1960
- 1960 : Le Diable dans la peau (Hell Bent for Leather)
- 1960 : Le Général ennemi (The Enemy General)
- 1960 : Pour l'amour de Mike (For the Love of Mike)
- 1960 : The Wizard of Baghdad
- 1961 : Les Révoltés du Cap (The Fiercest Heart)
- 1964 : Un Américain à Rome (Panic Button), coréalisé avec Giuliano Carnimeo
- 1964 : Le Rossignol de Castille (es) (La nueva Cenicienta)
- 1965 : Búsqueme a esa chica (es)
- 1965 : Murieta
- 1966 : Daniel Boone le trappeur (Daniel Boone: Frontier Trail Rider)
- 1966 : Le Dompteur de l'Arizona (Smoky)

#### Années 1970
- 1971 : Big Jake

### Comme producteur

#### Années 1940
- 1940 : Ghost Valley Raiders
- 1940 : One Man's Law
- 1940 : The Tulsa Kid
- 1940 : Texas Terrors
- 1941 : Père contre fils (Wyoming Wildcat)
- 1941 : Le Cavalier fantôme (The Phantom Cowboy)
- 1941 : Two Gun Sheriff
- 1941 : Desert Bandit
- 1941 : Kansas Cyclone
- 1941 : Citadel of Crime
- 1941 : The Apache Kid
- 1941 : Death Valley Outlaws
- 1941 : A Missouri Outlaw
- 1942 : Arizona Terrors
- 1942 : Stagecoach Express
- 1942 : Jesse James, Jr.
- 1942 : The Cyclone Kid
- 1942 : The Sombrero Kid
- 1942 : X Marks the Spot
- 1943 :  Meurtre à Londres (London Blackout Murders)
- 1943 : The Purple V
- 1943 : The Mantrap
- 1943 : False Faces
- 1943 : West Side Kid
- 1943 : A Scream in the Dark
- 1943 : Mystery Broadcast
- 1944 : La Femme et le Monstre (The Lady and the Monster)
- 1944 : Tempête sur Lisbonne (Storm Over Lisbon)

#### Années 1950
- 1958 : Dix Jours d'angoisse (Ten Days to Tulara)
- 1958 : Robin des Bois don Juan (The Son of Robin Hood)

#### Années 1960
- 1960 : Pour l'amour de Mike (For the Love of Mike)
- 1961 : The Fiercest Heart
- 1961 : Les Comancheros (The Comancheros)
- 1966 : Daniel Boone: Frontier Trail Rider
- 1969 : Hello Down There
- 1978 : Little Mo (en) (TV)